# 埃絲特·阿迪提

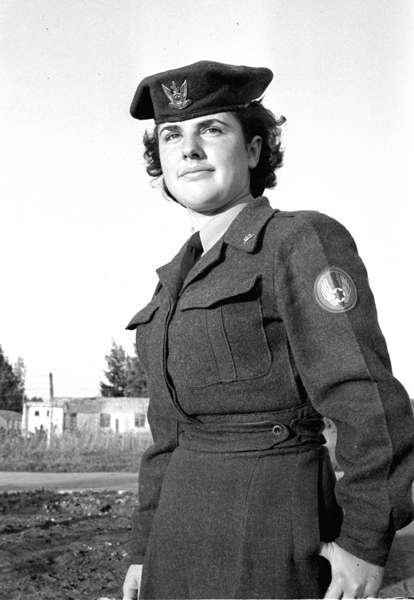
阿迪提（1955年）

埃絲特·阿迪提（英語：Esther Arditi，1937年—2003年2月20日）是以色列國防軍軍醫，她被稱為「白衣天使」，是唯一被授予以色列傑出服務勳章的女性。

## 早年
阿迪提1937年出生在保加利亞的索非亞，但是在第二次世界大戰期間的義大利長大。高中畢業後，她移民到以色列並加入以色列空軍。

## 生涯
1954年，阿迪提在獲得軍醫證照一周後，從一架燃燒的蚊式FB6型戰機中救出了戰鬥飛行員雅科夫·薩洛蒙（Yaakov Salomon）和導航員什洛莫·赫茲曼（Shlomo Hertzman），這架飛機暴風雨中降落時遭到閃電擊中。阿迪提一開始駕駛著救護車前往事故現場，但救護車陷入了暴風雨造成的泥濘當中。阿迪提索性放棄救護車，徒步跑向著火的飛機，並在飛機爆炸前將受傷的機組人員拉出來，雖然最後雅科夫·薩洛蒙依然因為傷勢過重離世，但阿迪提的英雄行為讓她受到以色列國防軍參謀長摩西·戴陽的榮譽嘉獎，該嘉獎隨後被轉為以色列傑出服務勳章，阿迪提也成為第一個也是唯一一個被授予以色列傑出服務勳章的女兵。
阿迪提在六日戰爭期間自願在駐紮耶路撒冷的傘兵旅傷員單位擔任醫護人員，後來在攻克西牆時作為戰鬥醫護人員陪同傘兵。幾年後，在贖罪日戰爭期間，她自願在蘇伊士運河附近的一家野戰醫院擔任軍醫。1975年，她收到了總統伊弗雷姆·卡齊爾對其志願服務的特別感謝信。服完兵役後，她到海法的卡梅爾醫院繼續學習護理。
她在軍隊中的成就為她贏得了「白衣天使」的綽號，這個美稱一直伴隨著她，直到她於2003年2月20日前往義大利探探訪親戚時因為心臟驟停而離開人世。